# Leggia

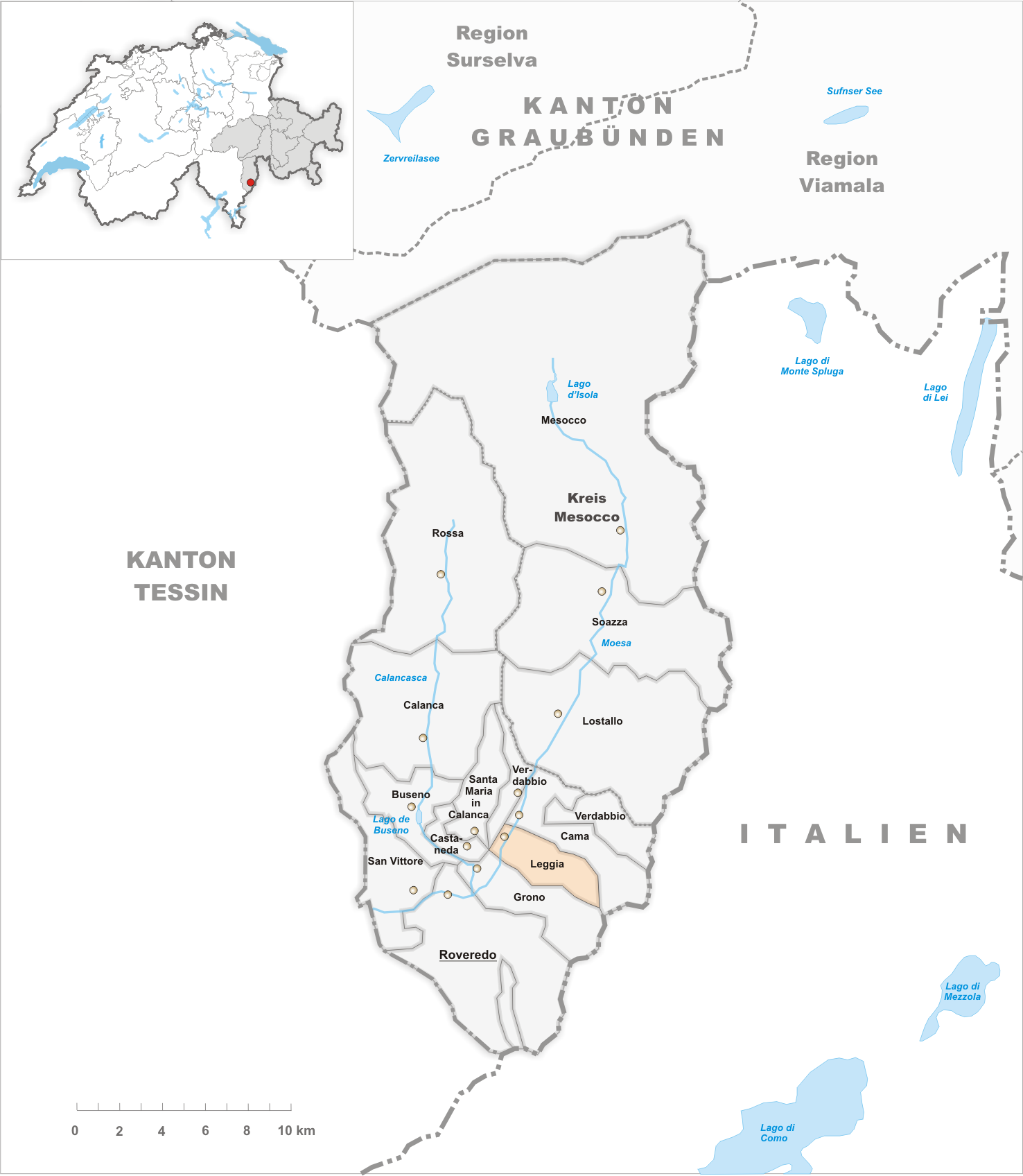
Gemeindestand vor der Fusion am 1. Januar 2017

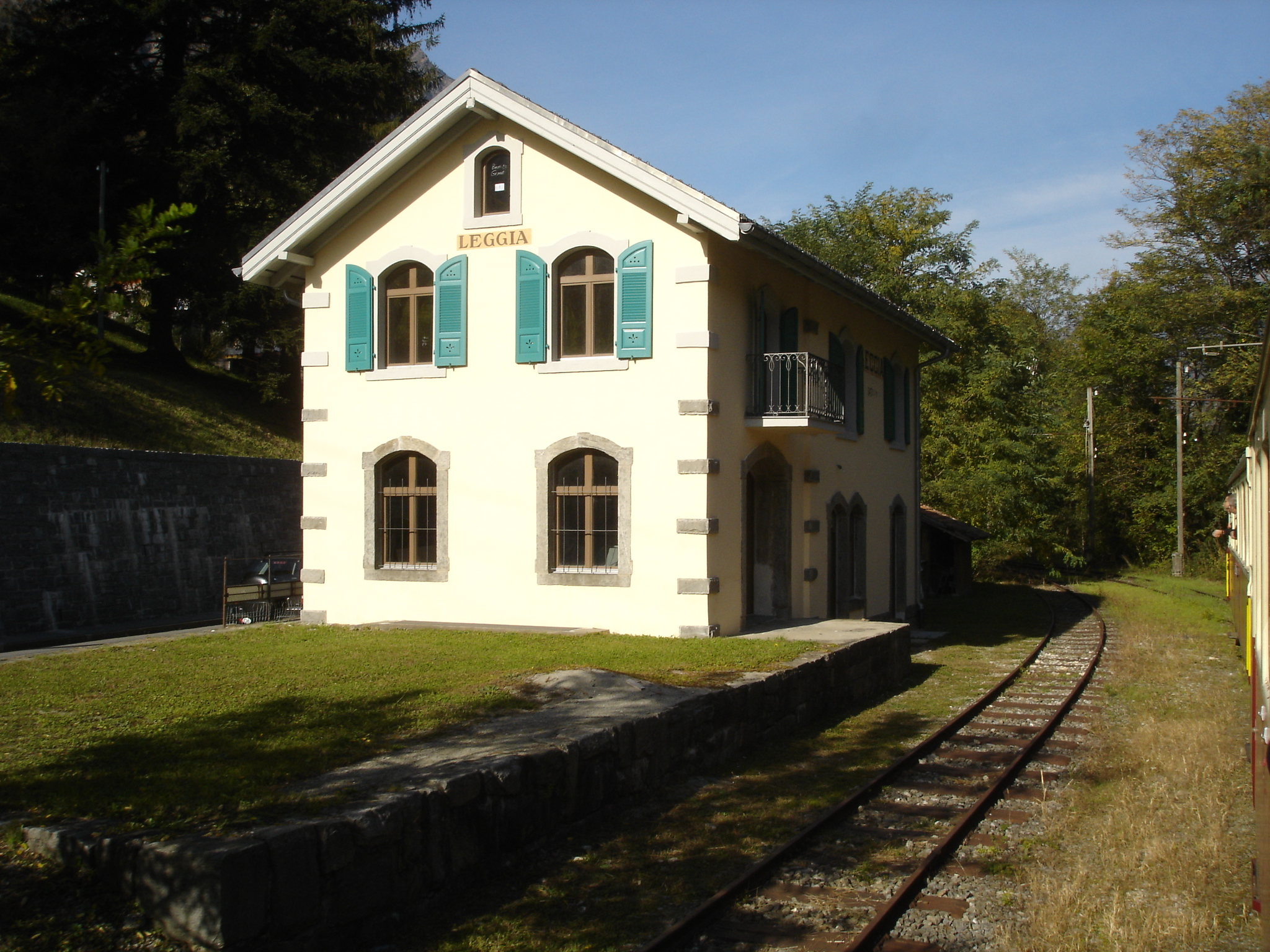
Ehemaliger Bahnhof

Leggia ist eine Ortschaft in der Gemeinde Grono im Schweizer Kanton Graubünden. Bis zum 31. Dezember 2016 eine selbstständige politische Gemeinde. Auf den 1. Januar 2017 fusionierten Leggia und Verdabbio mit Grono.

## Geographie
Das Dorf liegt an einer Terrasse am rechten Ufer der Moesa rund 15 km nordöstlich von Bellinzona. Die Gemeinde erstreckt sich über den Talboden und die gebirgige Landschaft auf der linken Seite der Moesa bis hin zum Pizzo Paglia (2593 m ü. M.) an der Grenze zu Italien. Vom gesamten Gemeindeareal von 915 ha sind 585 ha von Wald oder Gehölz bedeckt, vielfach Kastanienbäume. Weitere 226 ha sind unproduktive Fläche, meist Gebirge. Der Rest besteht aus 79 ha landwirtschaftlicher Nutzfläche und 25 ha Siedlungsfläche.

## Geschichte
Eine erste Erwähnung findet das Dorf im Jahre 1219 unter dem damaligen Namen de Legia. Die Gemeinde teilte das Schicksal des gesamten Misox. Das Gebiet gehörte im Mittelalter erst den Herren von Bregenz und dann den Grafen von Sax-Misox. Nachdem diese die Region an einen Mailänder Grafen verkauft hatten, traten die Gemeinden im Jahr 1496 zum Eigenschutz dem bündnerischen Grauen Bund bei und kauften sich 1549 frei. Im Jahr 1630 herrschte dort die Pest. Die Kirche ist den Hl. Anton und Bernhard geweiht. Von 1611 an bildete es zusammen mit Cama und Verdabbio eine Pfarrei; 1633 wurde es eine selbständige Pfarrei, indem es zur Besoldung des Priesters mit Cama eine Vereinbarung traf.

## Wappen
Blasonierung: In Rot eine goldene (gelbe) Krone, überhöht von einem goldenen Kreuz.
Das Wappen versinnbildlicht die Krönung Chlodwigs durch den Patron der örtlichen Kapelle San Remigio (Remigius).

## Bevölkerung
| Bevölkerungsentwicklung | Bevölkerungsentwicklung | Bevölkerungsentwicklung | Bevölkerungsentwicklung | Bevölkerungsentwicklung | Bevölkerungsentwicklung | Bevölkerungsentwicklung | Bevölkerungsentwicklung |
| ----------------------- | ----------------------- | ----------------------- | ----------------------- | ----------------------- | ----------------------- | ----------------------- | ----------------------- |
| Jahr                    | 1826                    | 1850                    | 1900                    | 1950                    | 2000                    | 2004                    | 2015                    |
| Einwohner               | 72                      | 103                     | 123                     | 138                     | 127                     | 115                     | 138                     |

Von den Ende 2004 115 Bewohnern waren 111 (= 96,52 %) Schweizer Bürger.

## Wirtschaft
Die Bewohner lebten früher von Wiesenanbau, Viehzucht, Gemüseanbau und Weinbau. Heute gibt es etliche Pendler in den nahen Wirtschaftsraum Bellinzona, welche in der Industrie oder in Dienstleistungsberufen arbeiten.

## Verkehr
Die Gemeinde ist durch den Postautokurs Bellinzona-Mesocco(-San Bernardino) ans Netz des Öffentlichen Verkehrs angeschlossen.
Der Ort liegt an der Hauptverbindung von Bellinzona nach Chur über den San Bernardino. Die Autobahn A13 führt durch die Gemeinde. Die nächstgelegenen Autobahnanschlüsse sind in Roveredo und in Grono-Nord (Halbanschluss in/aus Richtung Süden).
Die Kinder von Leggia besuchen die Primarschule in Cama. Die Sekundarschule besuchen sie in Roveredo.

## Sehenswürdigkeiten
- Die Dorfkirche Sant’Antonio e Bernardo stammt aus dem Jahre 1513, wurde 1610 erweitert und steht unter Denkmalschutz[3][4]
- Die Kapelle San Remigio aus dem Jahr 1219 steht auf der anderen Talseite[3][5]
- Schalenstein genannt Sass Pagan (335 m ü. M.)[6]

## Persönlichkeiten
- Giovanni Pietro Rossini (* um 1630 in Leggia; † nach 1675 ebenda), Podestà in Bormio (1673–1675)[7]

- Familie a Marca[8]
  - Clemente Maria a Marca (* 21. November 1764 in Soazza; † 27. August 1819 in Leggia), Podestà von Teglio, Präsident des Bündner Grossen Rats, Mitglied der Kleinen Rats[9]
  - Carlo a Marca (* 30. Dezember 1803 in Mesocco; † 4. Juli 1851 in Leggia), Oberstbrigadier, Landammann[10]